# Fear Factor – Nieustraszeni
Fear Factor – Nieustraszeni – polski program telewizyjny typu reality (game) show oparty na formacie Fear Factor, produkowany przez Endemol i emitowany przez Polsat w 2004 roku. Jego prowadzącym został były dowódca GROM-u, Roman Polko.

## Charakterystyka programu

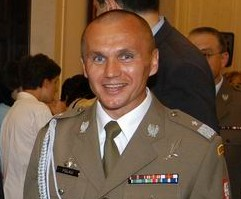
Roman Polko, polski generał, prowadzący program

Uczestnicy programu rywalizują ze sobą w grze o 50 000 złotych. Rozgrywka polega na wykonywaniu zadań stanowiących wyzwanie dla wytrzymałości fizycznej i psychicznej – wymagających na przykład pokonania lęku wysokości, uwolnienia się z podwodnej pułapki, pokonania wstrętu lub obrzydzenia poprzez styczność ze zwierzętami wywołującymi lęk (np. wężami, robakami) czy jedzenie zwierząt lub ich wnętrzności. Program ma charakter konkursu; po serii zadań wyłaniany jest zwycięzca, który otrzymuje nagrodę główną.

## Przebieg edycji
Eliminacje (odcinek 1)
W pierwszym odcinku przedstawiono grupę kilkudziesięciu osób, która wzięła udział w biegu po poligonie. Osiemnaście kobiet i osiemnastu mężczyzn, który pokonali go najszybciej, przeszło do drugiego zadania. Polegało ono na wypiciu „koktajlu” ze świńskich wnętrzności. Zostało po nim trzydzieścioro zawodników (zachowując parytet względem płci), których podzielono na pięć grup po sześć osób.
Etap zasadniczy (odcinki 2–6)
W każdym odcinku trzy kobiety i trzej mężczyźni wykonywali dwa zadania – jedno sprawdzające wytrzymałość fizyczną, drugie – psychiczną. Zwycięzca awansował do finału; wyjątkiem był odcinek piąty, z którego wyłoniono dwoje finalistów.
Finał (odcinki 7–9)
Zwycięzcy odcinków eliminacyjnych zmierzyli się ze sobą w kilku zadaniach. Nagrodą dla zwycięzcy było 50 000 złotych.
Lista zadań finałowych:
1. chodzenie boso po tłuczonym szkle,
2. przemieszczanie się na przyssawkach za oknem wieżowca,
3. zrywanie flag, zwisając do góry nogami na trapezie pod helikopterem[c],
4. wyławianie znaczników spod pokryw pod wodą[c],
5. chwytanie ustami truskawek w komórce wypełnionej muchami,
6. wyskok na motorze z dachu.

W finałowej rozgrywce udział wzięli: Wojciech Boretti-Wesołowski, Anna Cichoń, Marcin Jóźkiewicz, Artur Lewandowski, Anna Liszkiewicz, Lilianna Nogal, Agata Steinhoff.
| Miejsce | Uczestnik                   | Wiek |
| ------- | --------------------------- | ---- |
| 1.      | Artur Lewandowski           | 29   |
| 2.      | Marcin Jóźkiewicz           | 25   |
| 3.      | Anna Liszkiewicz            | bd.  |
| bd.     | Agata Steinhoff             | 24   |
| bd.     | Wojciech Boretti-Wesołowski | 23   |
| bd.     | Anna Cichoń                 | 20   |
| bd.     | Lilianna Nogal              | 19   |

## Odbiór

### Kontrowersje
Krajowa Rada Radiofonii i Telewizji nałożyła na Telewizję Polsat karę w wysokości 400 000 złotych za emisję programu o zbyt wczesnej porze.

Na podstawie decyzji Nr 13 z 29 grudnia 2004 roku, Przewodniczący KRRiT nałożył na spółkę Telewizja Polsat S.A., karę w wysokości 400.000 złotych, za emisję w czasie chronionym audycji z cyklu „Fear Factor – Nieustraszeni”.

Spółka odwoływała się od wyroku, lecz bezskutecznie:

Sąd Okręgowy w Warszawie […] oddalił odwołanie spółki. Decyzja
Przewodniczącego KRRiT stwierdzała naruszenie przez nadawcę art. 18 ust. 1, 3, 5 i 7 ustawy o radiofonii i telewizji, polegające na rozpowszechnianiu w dniach 8, 15, 22, 29 października 2004 roku oraz 5 i 11 listopada 2004 roku w godzinach 21.35 - 22.35, tzn. w czasie chronionym audycji pt. ,,Fear Factor – Nieustraszeni” oraz nakładała karę pieniężną w wysokości 400.000 zł. Sąd Okręgowy uznał, iż osoby pełnoletnie oglądające audycję mogą
mieć poczucie niesmaku, a nawet obrzydzenia i strachu, jednakże osoby te z założenia mają ukształtowaną osobowość i w sposób właściwy potrafią dokonać oceny faktów i zachowań ludzkich. Inną miarę należy mieć dla małoletnich […]. Sąd opierając się na opinii biegłego psychologa uznał, że wymienione audycje mogły mieć negatywny wpływ na rozwój psychiczny małoletnich poprzez wzbudzanie negatywnych emocji: strachu, lęku, odrazy, kształtowanie negatywnych postaw rywalizacji za wszelką cenę.

Na nadawcę nakładano kary za emisję o niewłaściwej porze także amerykańskiej wersji programu.

### Oglądalność
Oglądalność premierowego odcinka wyniosła 2,69 mln widzów, przy udziale w rynku na poziomie 24,1% w grupie docelowej 16–49.
Według danych AGB Polska program oglądało średnio około 2,5 mln widzów, a w grupie docelowej 16–49 – 1,47 mln.

## Informacje dodatkowe
W soboty o godz. 23.00 emitowano audycję Fear Factor – Nieustraszeni. Poza cenzurą, w której pokazywano fragmenty programu nienadające się do emisji o standardowej porze.
Chęć udziału w programie zgłosiło ponad dziesięć tysięcy osób.
Część eliminacyjną turnieju nagrano w Polsce, rozgrywkę finałową natomiast w Argentynie.
Uczestnicy programu twierdzili, że wykonywanie tego typu zadań pomagało im przezwyciężyć strach.
W programie używano ścieżki dźwiękowej z filmu Tylko jeden (The One) autorstwa Trevora Rabina.